# Exhumed
Exhumed är ett amerikanskt death metal-band, grundat 1990. Bandet har hittills (2017) släppt åtta fullängdsalbum.

## Medlemmar
Nuvarande medlemmar
- Matt Harvey – gitarr, sång (1990–2005, 2010–)
- Michael Hamilton – trummor (2011–)
- Ross Sewage – basgitarr, sång (1995–1999, 2015–)
- Sebastian Phillips – gitarr (2018–)

Tidigare medlemmar
- Joe Walker – gitarr, basgitarr, sång
- Peter Rossman – basgitarr (1990–1991)
- Col Jones – trummor (1990–2003)
- Rocky Torrecillas – gitarr (1990–1991)
- Ben Marrs – basgitarr (1991–1992)
- Derrel Houdashelt – gitarr (1991–1996)
- Jake Giardina – sång (1991–1993), basgitarr (1993)
- Jeff Saffle – basgitarr (1993)
- Mark Smith – sång (1993)
- Matt Widener – basgitarr, sång (1994–1995)
- Leon del Muerte – gitarr (1996–1997), basgitarr (2000, 2003–2005, 2010–2012)
- Mike Beams – gitarr, sång (1998–2004)
- Bud Burke – basgitarr, sång (1999–2003), sologitarr, sång (2012–2018)
- Danny Walker – trummor (2003–2004, 2010)
- Matt Connell – trummor (2004)
- Wes Caley – gitarr (2004–2005, 2010–2011)
- Rob Babcock – basgitarr, sång (2011–2014)
- Slime (Matt Ferri) – basgitarr, sång (2014–2015)

Turnerande medlemmar
- Kevin Flaherty – basgitarr (1993)
- Lorin Ashton – basgitarr (1995)
- Dan Martinez – gitarr, sång (1995)
- Sean McGrath – basgitarr, sång (1999)
- John Longstreth – trummor (2004)
- Ross Sewage – basgitarr, sång (2015)
- Daniel Gonzalez – gitarr (2017)
- Sebastian Phillips – gitarr (2017–2018)

## Diskografi
Studioalbum
- Gore Metal (1998)
- Slaughtercult (2000)
- Anatomy Is Destiny (2003)
- Garbage Daze Re-Regurgitated (2005)
- All Guts, No Glory (2011)
- Necrocracy (2013)
- Gore Metal: A Necrospective (2015)
- Death Revenge (2017)

Samlingsalbum
- Platters of Splatter: A Cyclopedic Symposium of Execrable Errata and Abhorrent Apocrypha 1992-2002 (2004)